# Astérix y Cleopatra (película)
Astérix y Cleopatra es una película franco-belga de animación basada en el cómic homónimo, creado por René Goscinny y Albert Uderzo. Es la segunda película de animación del personaje, estrenada en 1968. En Barcelona la película se estrenó en cines el 22 de diciembre de 1969. Mientras que en Madrid se estrenó el 27 de abril de 1970 (ambas bajo la distribución de Concordia Films).

## Argumento
Cleopatra apuesta con Julio César que construirá un palacio en un tiempo récord para demostrarle la grandeza del pueblo egipcio. El arquitecto Numerobis, encargado de las obras, pide ayuda al druida Panoramix, a quien llegó a conocer en el pasado, para que se vaya con él a Egipto con su poción mágica y con Astérix y Obélix para ayudarle en la construcción del palacio.
Panoramix le da así la poción a los obreros de Numerobis para que su fuerza sea tres veces mayor. Sin embargo hay quienes quieren que el proyecto fracase y hacen todo para conseguirlo.

## Doblaje en España[4]
- José Antonio Rodríguez - Narrador
- Antonio Gómez de Vicente - Astérix
- Joaquín Díaz - Obélix
- Carlos Ronda - Panorámix
- Fernando Ulloa - Numerobis
- Gloria Roig - Cleopatra
- Vicenç Manel Domènech - Julio César
- Antonio Fernández Sánchez - Paletabis

## Doblaje en México[5]
| Personaje           | Actor/actriz de voz original | Doblaje original  | Redoblaje      |
| ------------------- | ---------------------------- | ----------------- | -------------- |
| Narrador            | Bernard Lavalette            | Carlos Petrel     | Raúl Torres    |
| Astérix             | Roger Carel                  | Jesse Conde       | Hugo Navarrete |
| Obélix              | Jacques Morel                | Eduardo Borja     | Marco Guerrero |
| Panoramix           | Lucien Raimbourg             | Gabriel Chávez    | Carlos Águila  |
| Numerobis (Édifis)  | Pierre Tornade               | César Arias       | ???            |
| Cleopatra           | Micheline Dax                | Mónica Manjarrez  | ???            |
| Julio César         | Jean Parédès                 | Alejandro Villeli | Óscar Gómez    |
| Paletabis (Ártifis) | Bernard Lavalette            | Carlos del Campo  | ???            |
| Krukut              | Jacques Balutin              | Agustín Sauret    | ???            |

## Recepción
La película es la más popular de una historieta de este personaje.